# 阿部顯嵐
阿部 顯嵐（日语：／ Abe Alan，1997年8月30日—），日本男偶像、演員。曾是傑尼斯事務所旗下小傑尼斯成員及小傑尼斯組合Love-tune的成員，並於2018年11月30日從傑尼斯事務所退社。之後因Love-tune改名，成為7ORDER的成員。於2024年12月29日宣布隔年5月從7ORDER畢業，專注於演員事業。

## 簡歷
2010年10月23日加入傑尼斯事務所。2012年組成小傑尼斯組合Travis Japan，2016年5月開始兼任小傑尼斯組合Travis Japan及Love-tune。同年10月後不再兼任兩團，以Love-tune的成員活動。
現在為組合7ORDER的成員。

## 作品
粗體字為主演

### 電影
- 飛上天空的輪胎（2018年） 飾 門年駿一
- 兩出局滿壘（2022年） 飾 イチ
- 名偵探麻里子最悲慘的一天（2023年）
- 電影版 彷彿清新氣息（2025年） 飾 柳田

### 電視劇
- 49（2013年10月5日 - 12月29日、日本電視台） 飾 多島祐樹
- SHARK〜2nd Season〜（2014年4月19日 - 7月13日、日本電視台） 飾 佐藤有翔
- 近距離戀愛 〜Season Zero〜（2014年7月19日 - 10月11日、日本電視台） 飾 櫻井遙
- 哥哥扭蛋 第5集（2015年1月1月10日 - 3月28日、日本電視台） 飾 Kirara
- 我成為了BL劇的主演（2023年12月24日 - 2024年1月1日、朝日電視台） 飾 赤藤優一郎（與阿久津仁愛雙主演）
- 彷彿清新氣息（2024年9月20日 - 11月8日、MBS） 飾 柳田
- DOCTOR PRICE 第1集（2025年7月6日、讀賣電視台・日本電視台） 飾 葛葉圭祐

### 其他
- 綜藝節目 痛快TV スカッとジャパン 「俺を好きになっちゃえよ」（2015年11月16日） 飾 藤村篤志

### 舞台
- PLAYZONE`12 SONG & DANC`N。II。（2012年7月9日 - 8月11日、青山劇場）
- 少年たち Jail in the Sky（2012年9月4日 - 2012年9月26日、日生劇場）
- JOHNNYS' World-ジャニーズ・ワールド-（2012年11月10日 - 2013年1月27日、帝国劇場）
- PLAYZONE`13 SONG & DANC`N。 PARTIII。（2013年7月13日 - 8月10日、青山劇場）
- ANOTHER（2013年9月4日-9月28日、日生劇場）
- PLAYZONE→in NISSAY（2014年1月6日-1月28日、日生劇場）
- DREAM BOYS（2016年9月3日-9月30日、帝国劇場）
- JOHNNYS' ALL STAR ISLAND（2016年12月3日-2017年1月24日、帝国劇場）
- 音樂劇「魔女宅急便」[1]（2017年6月1日-4日、新國立劇場  2017年8月31日-9月3日、梅田藝術劇場）飾 蜻蜓

### CM
- HOUSE食品 とんがりコーン「おいしさまるごと」篇
- HOUSE食品 とんがりコーン「みんなでトリックorとんがり」篇
- Cygames偶像大師系列「アイドル運動会 リレー」篇

### 演唱會
- 年末ヤング東西歌合戦！東西Jr.選抜大集合（2010年11月27日、NHK Hall）
- Sexy Zone First Concert（2012年2月11日 - 12日、東京国際フォーラム）
- Sexy Zone アリーナコンサート（2012年3月29日 - 30日、横浜アリーナ）
- KAT-TUN LIVE TOUR 2012 CHAIN（2012年4月21、東京巨蛋）
- ジャニーズ銀座2012 Youの前にはMeがいる！
- Johnny's Dome Theatre ～SUMMARY2012～＜A.B.C-Z＞
- Johnny's Dome Theatre ～SUMMARY2012～＜Sexy Zone＞
- Sexy Zone Japan Tour 2013
- ジャニーズ銀座2013 Travis Jr. （2013年5月20日 - 21日、シアタークリエ）
- ジャニーズ銀座2014 SexyBoyz（2014年4月28日 - 5月1日、5月30日、シアタークリエ）
- Sexy Zone 2014 Concert Tour Sexy Second
- Sexy Zone 2014 Summer Concert
- ガムシャラ J's Party !! Vol.9 （2015年3月30日 - 4月2日、EX THEATER）
- ジャニーズ銀座2015 Travis Jr. （2015年5月5日 - 6日、5月15日 - 1 6日、シアタークリエ）
- ガムシャラ! サマーステーション．霸組
- 近藤真彦 THE 三十五周年
- Youは何しに？タッキー&翼CONCERTそこにタキツバが私を待っている（2016年1月3日 - 4日、横浜アリーナ  2016年1月6日 - 7日、大阪城Hall）
- ジャニーズ銀座2016  Travis Japan （2016年5月2日 - 5日、シアタークリエ）
- サマステ ジャニーズキング2016 - Love-tune
- サマステ ジャニーズキング2016 - Travis Japan
- A.B.C-Z Star Line Travel Concert （2016年8月10日 - 11日、横浜アリーナ2016年10月1日 - 2日、大阪城Hall）
- ジャニーズJr. 祭り （2017年3月24日 - 26日、横浜アリーナ、2017年4月8日 - 8日、さいたまスーパーアリーナ、2017年5月3日、大阪城Hall）
- ジャニーズ銀座2017 Love-tune （2017年5月11日 - 17日05/11～05/17、シアタークリエ）

### 電視節目
- ジャニーズJr.ランド
- ガムシャラ！
- ザ少年倶楽部

## 外部連結
- 官方网站
- 阿部顯嵐的X（前Twitter）
- 阿部顯嵐的Instagram帳戶
- YouTube上的阿部顯嵐頻道